# Kirchberg am Wechsel
Kirchberg am Wechsel là một thị xã thuộc huyện Neunkirchen trong bang Niederösterreich.